# توالی‌های هسته‌ای پراکنده کوتاه
توالی‌های هسته ای پراکنده کوتاه (به انگلیسی: Short interspersed nuclear element) یا SINEs عناصر قابل انتقال غیر مستقل و غیر کد کننده (TE) هستند که طول آنها در حدود ۱۰۰ تا ۷۰۰ جفت باز است.
در حدود 10٪ ژنوم انسان در برگیرندهٔ 1100000 کپی از توالی‌های هسته ای پراکنده کوتاه یا SINE می‌باشد. شایع‌ترین توالی DNA از این نوع در حدود 300bp است که دارای تشابه توالی با ذره شناسایی سیگنال [signal recognition particle] در سنتز پروتئین می‌باشد. این توالی تکرارهای Alu نامیده شده زیرا دارای جایگاه شناسایی برای آنزیم محدودکننده AluI است.
توالی SINE در بردارندهٔ ۱۳٪ کل DNA ژنومی انسان است. این توالی‌ها پروتئینی را کد نمی‌کند بلکه دارای توالی غنی از A-T مشابه LINE هستند. توالی مذکور توسط RNA پلیمراز مشابهی که ژن‌های کدکنندهٔ tRNA , 5SrRNA و سایر RNAهای کوچک پایدار را رونویسی می‌کند، نسخه برداری می‌شود. به احتمال زیاد پروتئین‌های ORF1 ,ORF2 حاصل از توالی LINE، رونویسی معکوس و ورود توالی SINE را به ژنوم وساطت می‌کنند. در نتیجه این‌ها با LINE RNA برای رونویسی معکوس RNA و ورود به ژنوم توسط پروتئین‌های ORF1 و ORF2 رقابت می‌کنند.
توالی SINE در حدود ۱/۶ میلیون جایگاه در ژنوم انسان وجود دارد. از این میان ۱/۱ میلیون جایگاه ان مربوط به عنصر Alu است. عنصر Alu همولوژی توالیایی بالایی با 7SL RNA دارد. در واقع 7SL RNA، یک RNA سیتوپلاسمی در کمپلکس با ریبونوکلئوپروتئینی به نام ذرهٔ شناسایی پیام [SRP] است. عنصر Alu در سراسر ژنوم انسان پراکنده‌است و در جایگاه‌هایی که ورود به آنها بیان ژن را خاموش نمی‌کند تمرکز زیادی دارد. برای مثال ۹ عنصر Alu در خوشهٔ ژنی B گلوبین واقع شده‌اند.